# Joseph Bernardo
Joseph Bernardo Garcia Rodriguez Marinelli, känd som Joseph "Jo" Bernardo, född 31 maj 1929 i Alger i dåvarande Franska Algeriet, död 6 december 2023, var en fransk simmare.
Bernardo blev olympisk bronsmedaljör vid sommar-OS 1948 i London, och därefter även bronsmedaljör på 4 x 200 meter frisim vid sommarspelen 1952 i Helsingfors.